# Nicolas Fontaine (Freestyle-Skier)
Nicolas „Nico“ Fontaine (* 5. Oktober 1970 in Magog, Québec) ist ein ehemaliger kanadischer Freestyle-Skier. Er war auf die Disziplin Aerials (Springen) spezialisiert. 1997 wurde er in dieser Disziplin Weltmeister. Er gewann einmal den Freestyle-Gesamtweltcup sowie viermal in Folge die Disziplinenwertung in seiner Paradedisziplin und 13 Einzelwettkämpfe.

## Biografie

### Sportliche Laufbahn
Nicolas Fontaine stammt aus Magog und war der jüngste bzw. letzte Vertreter der „Québec Air Force“, die die Disziplin Aerials in den 1980er und 1990er Jahren beherrschte. Er begann auf dem lokalen Mont Orford mit dem Skifahren.
Sein späterer Mannschaftskollege Lloyd Langlois brachte ihn zum Freestyle-Skiing.
1990 gewann Fontaine seinen ersten von insgesamt fünf Staatsmeistertiteln und wurde in die kanadische Nationalmannschaft aufgenommen. Im Dezember desselben Jahres gab er in La Plagne sein Debüt im Freestyle-Skiing-Weltcup. Wenige Wochen später erreichte er in Breckenridge als Zweiter hinter seinem Teamkollegen Philippe Laroche seinen ersten Podestplatz. Bei seinen ersten Weltmeisterschaften in Lake Placid wurde er Sechster. Einen ersten größeren Erfolg konnte er ein Jahr später verbuchen, als er beim Demonstrationswettbewerb im Rahmen der Olympischen Spiele von Albertville zunächst die Qualifikation gewann und sich schließlich hinter Laroche die Silbermedaille sicherte. In der folgenden Saison konnte er sich jedoch kaum steigern, bei den Weltmeisterschaften in Altenmarkt-Zauchensee kam er über Platz acht nicht hinaus.
Im Dezember 1993 gelang Nicolas Fontaine in Piancavallo sein erster Weltcupsieg. Mit einem weiteren Sieg in Blackcomb schloss er die Saison als Dritter der Disziplinenwertung ab. In Lillehammer, wo Aerials erstmals als regulärer Wettkampf auf dem olympischen Programm stand, wurde er Sechster. In den beiden nächsten Wintern errang er zwar einige Podestplätze, konnte die Erwartungen aber nicht ganz erfüllen. Bei seinen dritten Weltmeisterschaften in La Clusaz verpasste er einen Medaillengewinn als Vierter denkbar knapp. Im Januar 1997 feierte Fontaine seinen ersten Sieg seit drei Jahren und reiste nach einem weiteren Sieg als Favorit zu den Weltmeisterschaften in Nagano. Dort gewann er mit einer Rekordpunktezahl von 254,97 aus zwei Sprüngen überlegen die Goldmedaille. Am Ende der Saison ging er erstmals in seiner Karriere als Sieger der Aerials-Disziplinenwertung hervor. Während er diesen Titel in den kommenden Jahren dreimal hintereinander verteidigen konnte und 1998/99 als erster reiner Aerials-Spezialist den Freestyle-Gesamtweltcup gewann, war ihm bei Großereignissen kein Erfolg mehr vergönnt. Bei den Olympischen Spielen am Ort seines WM-Triumphs galt er erneut als Topfavorit, musste sich aber nach zwei missglückten Sprüngen mit Rang zehn begnügen. Bei Weltmeisterschaften kam er nur noch einmal (Siebenter 1999) unter die besten zehn. Im Januar 2001 feierte er seine letzten drei von 13 Weltcupsiegen.
Nach seinen siebenten Weltmeisterschaften im Deer Valley trat er im Februar 2003 im Alter von 32 Jahren vom Leistungssport zurück.

### Weitere Karriere
Nicolas Fontaine blieb dem Freestyle-Skiing nach seinem aktiven Karriereende erhalten. Gemeinsam mit seinem ehemaligen Trainer Yves Laroche arbeitete er an der Errichtung eines nationalen Trainingszentrums in Lac-Beauport, das 2004 eröffnete. In seiner Funktion als Vizepräsident des Zentrums kümmert er sich unter anderem um dessen Finanzierung. Daneben schuf er im Auftrag des kanadischen Skiverbandes ein Entwicklungs- und Rekrutierungsprogramm mit dem Ziel, vor allem im Hinblick auf die Olympischen Winterspiele von Vancouver junge Talente aus dem Gymnastik- und Trampolinsport für das Freestyle-Springen zu begeistern. Als Jugendtrainer legt er Wert auf eine vielseitige Ausbildung mit Sprungakrobatik und Buckelpiste ohne zu frühe Spezialisierung der Athleten.
Nachdem er bis 2010 bei Skishows aufgetreten war, übersiedelte Fontaine wegen der Arbeit im Trainingszentrum von Magog nach Lac-Beauport. In der neuen Heimat versuchte er zusätzlich zu seinen sportlichen Aktivitäten den Einstieg in die Politik, unterlag aber bei den Kommunalwahlen. 
Ende März 2008 erblindete er aufgrund einer Entzündung des Sehnervs auf dem rechten Auge. Als Folge einer missglückten Operation zur Wiederherstellung seines Sehvermögens trägt er eine Acrylprothese.
Mit seiner Frau Caroline hat Fontaine zwei gemeinsame Kinder. Sohn Miha (* 2004) ist als Aerials-Skier im Weltcup aktiv und gilt als große kanadische Nachwuchshoffnung.

## Stil und Rezeption
Mit vier Gewinnen der Disziplinenwertung zwischen 1997 und 2000 ist Nicolas Fontaine in dieser Hinsicht der erfolgreichste Aerials-Spezialist der Weltcup-Geschichte. Er errang diese Titel dank teilweise hochklassiger technischer Leistungen. Bei den Weltmeisterschaften 1997 überbot er mit 254,97 Punkten den bisherigen Rekord von 248 Punkten deutlich. Im Rahmen der kanadischen Meisterschaften 2000 am Mont Gabriel glückten ihm als erstem Teilnehmer zwei Vierfachsaltos hintereinander. Im Hinblick auf die WM-Saison 1996/97 begann Fontaine mithilfe einer Osteopathin die Autosuggestionstechnik der Sophrologie anzuwenden.
Der Rücktritt von Nicolas Fontaine beendete im Februar 2003 die Ära der sogenannten „Québec Air Force“. Zwar sorgten in den Jahren danach Springer wie Olivier Rochon weiterhin für gute Ergebnisse im Weltcup, an die frühere mannschaftliche Stärke konnte die frankophone Provinz im Osten Kanadas aber nicht mehr anknüpfen. 2007 wurde Fontaine nach den Brüdern Yves, Alain und Philippe Laroche sowie Jean-Marc Rozon und Lloyd Langlois als sechster und letzter Vertreter der „Air Force“ in die Canadian Ski Hall of Fame aufgenommen. Bereits während seiner aktiven Laufbahn erhielt er dreimal den sportartenübergreifenden John Semmelink Memorial Award.

## Erfolge

### Olympische Spiele
- Albertville 1992: 2. Aerials (Demonstrationswettbewerb)
- Lillehammer 1994: 6. Aerials
- Nagano 1998: 10. Aerials
- Salt Lake City 2002: 16. Aerials

### Weltmeisterschaften
- Lake Placid 1991: 6. Aerials
- Altenmarkt-Zauchensee 1993: 8. Aerials
- La Clusaz 1995: 4. Aerials
- Nagano 1997: 1. Aerials
- Meiringen-Hasliberg 1999: 7. Aerials
- Whistler 2001: 12. Aerials
- Deer Valley 2003: 20. Aerials

### Weltcupwertungen
| Saison  | Gesamt | Gesamt | Aerials | Aerials |
| Saison  | Platz  | Punkte | Platz   | Punkte  |
| ------- | ------ | ------ | ------- | ------- |
| 1990/91 | 42.    | 15     | 12.     | 133     |
| 1991/92 | 21.    | 20     | 7.      | 162     |
| 1992/93 | 19.    | 77     | 8.      | 460     |
| 1993/94 | 13.    | 84     | 3.      | 672     |
| 1994/95 | 25.    | 72     | 7.      | 572     |
| 1995/96 | 17.    | 81     | 6.      | 732     |
| 1996/97 | 7.     | 92     | 1.      | 824     |
| 1997/98 | 4.     | 96     | 1.      | 672     |
| 1998/99 | 1.     | 97     | 1.      | 292     |
| 1999/00 | 2.     | 95     | 1.      | 476     |
| 2000/01 | 9.     | 83     | 6.      | 416     |
| 2001/02 | 9.     | 83     | 6.      | 332     |
| 2002/03 | 72.    | 29     | 26.     | 172     |

### Weltcupsiege
Fontaine errang im Weltcup 35 Podestplätze, davon 13 Siege:
| Datum             | Ort                   | Land       | Disziplin |
| ----------------- | --------------------- | ---------- | --------- |
| 16. Dezember 1993 | Piancavallo           | Italien    | Aerials   |
| 9. Januar 1994    | Blackcomb             | Kanada     | Aerials   |
| 19. Januar 1997   | Blackcomb             | Kanada     | Aerials   |
| 26. Januar 1997   | Breckenridge          | USA        | Aerials   |
| 7. März 1997      | Altenmarkt-Zauchensee | Österreich | Aerials   |
| 1. August 1997    | Mount Buller          | Australien | Aerials   |
| 7. März 1998      | Meiringen-Hasliberg   | Schweiz    | Aerials   |
| 10. Januar 1999   | Mont-Tremblant        | Kanada     | Aerials   |
| 4. Dezember 1999  | Blackcomb             | Kanada     | Aerials   |
| 17. März 2000     | Livigno               | Italien    | Aerials   |
| 6. Januar 2001    | Deer Valley           | USA        | Aerials   |
| 13. Januar 2001   | Mont-Tremblant        | Kanada     | Aerials   |
| 13. Januar 2001   | Mont-Tremblant        | Kanada     | Aerials   |

### Weitere Erfolge
- 5 kanadische Meistertitel (Aerials 1990, 1996–1998 und 2000)[8]

## Auszeichnungen
- 1997, 1999, 2000: John Semmelink Memorial Award
- 2007: Aufnahme in die Canadian Ski Hall of Fame[4]